# Les Collades (Coll de Nargó)
Les Collades és una serra situada al municipi de Coll de Nargó a la comarca de l'Alt Urgell, amb una elevació màxima de 1.246 metres.